# Zbór Kościoła Adwentystów Dnia Siódmego w Żaganiu
Zbór Kościoła Adwentystów Dnia Siódmego w Żaganiu – zbór adwentystyczny w Żaganiu, należący do okręgu wielkopolskiego diecezji zachodniej Kościoła Adwentystów Dnia Siódmego w RP.
Żagański zbór adwentystyczny został założony w 1920 r.
Pastorem zboru jest kazn. Krzysztof Morozowski, natomiast starszym – Alfred Banaszak. Nabożeństwa odbywają się w kaplicy przy ul. Poprzecznej 2 każdej soboty o godz. 9.30.